# Yéké yéké
Yéké yéké (ook uitgebracht als Yé ké yé ké) is een single van de Guinese zanger Mory Kanté, gezongen in een Afrikaanse streektaal.
Kanté nam Yéké yéké in 1987 op, tijdens een verblijf in Parijs. Eind maart 1988 werd het nummer uitgebracht op single.

## Achtergrond
"Yéké yéké" werd een internationale hit. In  Finland, Spanje, Griekenland,  Israël en in de Eurochart Hot 100 werd de plaat een nummer 1-hit. In Duitsland, Oostenrijk, Zwitserland, Ierland, Frankrijk en Portugal werd de plaat een top tien hit. In het Verenigd Koninkrijk bereikte de plaat de 29e positie in de UK Singles Chart. 
In Nederland was de plaat op vrijdag 8 april 1988 Veronica Alarmschijf op Radio 3 en werd mede hierdoor een gigantische hit in de destijds twee landelijke hitlijsten op de nationale publieke popzender. De plaat bereikte de nummer 1-positie in zowel de Nederlandse Top 40 als de Nationale Hitparade Top 100. De plaat stond in beide hitlijsten twee weken op nummer 1. 
In België bereikte de plaat eveneens de nummer 1-positie in zowel de voorloper van de Vlaamse Ultratop 50 als de Vlaamse Radio 2 Top 30. In Wallonië werd géén notering behaald. 
In 1988 bracht de cantopopzangeres Priscilla Chan een cover uit en in 1994 bracht het Duitse technoduo Hardfloor een danceversie uit. Deze versie was in 2000 te horen op de soundtrack van de film The Beach (2000). Later volgden meer remixen. Yéké yéké werd ook in de Bollywoodfilm Agneepath uit 1990 verwerkt.
In de sinds december 1999 jaarlijks uitgezonden NPO Radio 2 Top 2000 van de Nederlandse publieke radiozender NPO Radio 2 stond de plaat tot nu toe alleen in 1999 en 2002 genoteerd, met als hoogste notering een 1585e positie in 1999.

## Tracklijst
- 7-inch vinylsingle

1. "Yé ké yé ké" – 3:58
2. "Akwaba Beach" – 5:11

- 12-inch vinyl maxisingle

1. "Yé ké yé ké" (remix) – 6:17
2. "Akwaba Beach" – 5:11
3. "Yé ké yé ké" – 3:58

- 12-inch vinyl maxisingle – US

1. "Yé ké yé ké" (French remix) – 6:17
2. "Yé ké yé ké" (Afro acid mix) – 5:25
3. "Yé ké yé ké" (Mory's house version) – 5:25
4. "Yé ké yé ké" (French edit) – 3:38
5. "Akwaba Beach" – 5:11

- 12-inch vinyl maxisingle – UK

1. "Yé ké yé ké" (the Afro acid remix) (*engineered by Robin Guthrie)
2. "Akwaba Beach"
3. "Yé ké yé ké" (the French remix)

- CD single

1. "Yé ké yé ké" (remix) – 6:20
2. "Akwaba Beach" – 5:14
3. "Yé ké yé ké" (live) – 7:17

## Hitnoteringen

### Nederlandse Top 40
| Hitnotering: 16-04-1988 t/m 02-07-1988 | Hitnotering: 16-04-1988 t/m 02-07-1988 | Hitnotering: 16-04-1988 t/m 02-07-1988 | Hitnotering: 16-04-1988 t/m 02-07-1988 | Hitnotering: 16-04-1988 t/m 02-07-1988 | Hitnotering: 16-04-1988 t/m 02-07-1988 | Hitnotering: 16-04-1988 t/m 02-07-1988 | Hitnotering: 16-04-1988 t/m 02-07-1988 | Hitnotering: 16-04-1988 t/m 02-07-1988 | Hitnotering: 16-04-1988 t/m 02-07-1988 | Hitnotering: 16-04-1988 t/m 02-07-1988 | Hitnotering: 16-04-1988 t/m 02-07-1988 | Hitnotering: 16-04-1988 t/m 02-07-1988 | Hitnotering: 16-04-1988 t/m 02-07-1988 |
| Week                                   | 1                                      | 2                                      | 3                                      | 4                                      | 5                                      | 6                                      | 7                                      | 8                                      | 9                                      | 10                                     | 11                                     | 12                                     |                                        |
| -------------------------------------- | -------------------------------------- | -------------------------------------- | -------------------------------------- | -------------------------------------- | -------------------------------------- | -------------------------------------- | -------------------------------------- | -------------------------------------- | -------------------------------------- | -------------------------------------- | -------------------------------------- | -------------------------------------- | -------------------------------------- |
| Nummer                                 | 17                                     | 8                                      | 4                                      | 3                                      | 1                                      | 1                                      | 2                                      | 4                                      | 7                                      | 12                                     | 26                                     | 36                                     | uit                                    |

### Nationale Hitparade Top 100
| Hitnotering: 09-04-1988 t/m 16-07-1988 | Hitnotering: 09-04-1988 t/m 16-07-1988 | Hitnotering: 09-04-1988 t/m 16-07-1988 | Hitnotering: 09-04-1988 t/m 16-07-1988 | Hitnotering: 09-04-1988 t/m 16-07-1988 | Hitnotering: 09-04-1988 t/m 16-07-1988 | Hitnotering: 09-04-1988 t/m 16-07-1988 | Hitnotering: 09-04-1988 t/m 16-07-1988 | Hitnotering: 09-04-1988 t/m 16-07-1988 | Hitnotering: 09-04-1988 t/m 16-07-1988 | Hitnotering: 09-04-1988 t/m 16-07-1988 | Hitnotering: 09-04-1988 t/m 16-07-1988 | Hitnotering: 09-04-1988 t/m 16-07-1988 | Hitnotering: 09-04-1988 t/m 16-07-1988 | Hitnotering: 09-04-1988 t/m 16-07-1988 | Hitnotering: 09-04-1988 t/m 16-07-1988 | Hitnotering: 09-04-1988 t/m 16-07-1988 |
| Week                                   | 1                                      | 2                                      | 3                                      | 4                                      | 5                                      | 6                                      | 7                                      | 8                                      | 9                                      | 10                                     | 11                                     | 12                                     | 13                                     | 14                                     | 15                                     |                                        |
| -------------------------------------- | -------------------------------------- | -------------------------------------- | -------------------------------------- | -------------------------------------- | -------------------------------------- | -------------------------------------- | -------------------------------------- | -------------------------------------- | -------------------------------------- | -------------------------------------- | -------------------------------------- | -------------------------------------- | -------------------------------------- | -------------------------------------- | -------------------------------------- | -------------------------------------- |
| Nummer                                 | 69                                     | 30                                     | 7                                      | 4                                      | 2                                      | 1                                      | 2                                      | 2                                      | 3                                      | 4                                      | 13                                     | 38                                     | 55                                     | 72                                     | 89                                     | uit                                    |

### NPO Radio 2 Top 2000
| Nummer met noteringen in de NPO Radio 2 Top 2000 | '99  | '00-'01 | '02  |
| ------------------------------------------------ | ---- | ------- | ---- |
| Yéké yéké                                        | 1585 | -       | 1801 |

1. ↑  Een '-' betekent dat het nummer niet was genoteerd en een vetgedrukt getal geeft de hoogste notering aan.
2. ↑  Deze tabel is bijgewerkt tot en met de laatste editie (2024).